# Okroeg Novorossiejsk
De okroeg Novorossiejsk (Russisch: Новороссийский округ; Novorossiejskija okeroeg) was tussen 1896 en 1920 een okroeg (district) van het Zwarte Zee-gouvernement van het onderkoninkrijk van de Kaukasus van het keizerrijk Rusland met Novorossiejsk als hoofdstad. Het gebied lag aan de Zwarte Zee en grensde aan de okroeg Toeapse en de oblast Koeban. Het gebied van de okroeg Novorossiejsk maakt binnen de moderne Russische Federatie deel uit van de Kraj Krasnodar. De okroeg werd in 1920 opgeheven en werd het opgenomen in het oblast Koeban-Zwarte Zee. 